# REMPAN-Netzwerk
Das REMPAN-Netzwerk (englisch Radiation Emergency Medical Preparedness and Assistance Network) ist ein Netzwerk der WHO, das für medizinische Hilfe bei Strahlen-Notfällen eingerichtet wurde.
Das Netzwerk wurde im Jahr 1987 in der Folge der Katastrophe von Tschernobyl eingerichtet und arbeitet eng mit der Internationalen Atomenergie-Organisation zusammen. Von ursprünglich vier medizinischen Einrichtungen und Forschungsinstitutionen wuchs das Netzwerk innerhalb von zwanzig Jahren auf vierzig derartige Standorte.
Das Netzwerk besteht aus Collaborating centers (WHO CC) und Liaison Institutions. Darüber hinaus gibt es noch zahlreiche Oberservers.
Die Collaboration centers sind Institutionen wie Forschungseinrichtungen wie Universitätskliniken, welche das Programm von REMPAN unterstützen. Stand 2011 waren in 99 Staaten weltweit über 900 Einrichtungen als WHO CC anerkannt. Eine aktive Zusammenarbeit mit der WHO wird für mindestens zwei Jahre abgeschlossen. In Deutschland ist die Klinik und Poliklinik für Nuklearmedizin des  Universitätsklinikums Würzburg ein WHO CC.
Die Liaisons institutions sind informelle Partner, die jeweils von einem WHO CC koordiniert werden.
Liaisons institutions sind in Deutschland aktuell:
- Institut für Radiobiologie der Bundeswehr in München
- Radiomedizinisches Forschungsinstitut der Universität Ulm
- Berufsgenossenschaft der Feinmechanik und Elektrotechnik, Köln